# Miller's Girl

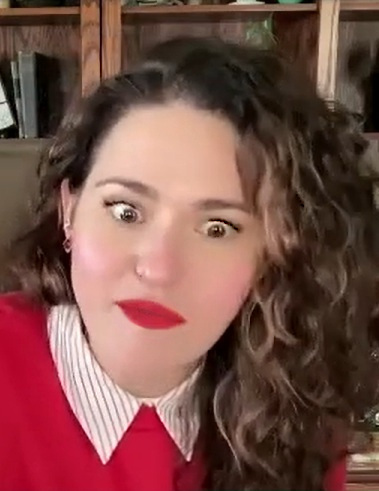
La escritora y directora Jade Halley Bartlett en 2024

Miller's Girl es una película dramática de suspenso estadounidense de 2024 escrita y dirigida por Xade Halley Bartlett. La película está protagonizada por Jenna Ortega y Martin Freeman como una estudiante y un profesor que entablan una relación sexual después de una tarea de escritura creativa.

## Trama
Ambientada en Tennessee, la película presenta a la joven Cairo Sweet, hija única de un matrimonio de ricos abogados, quienes viajan frecuentemente; por lo que ella vive sola en su mansión, disfrutando de la lectura. A punto de terminar su último año en la escuela secundaria, Cairo toma la clase de escritura creativa del profesor Jonathan Miller y lo impresiona con su amplio conocimiento de la literatura y su familiaridad con el propio libro de Miller, Apostrophes and Ampersands, una obra de escasa repercusión. Miller no ha vuelto a escribir desde que se casó y se dedica a la docencia; en contraste, su esposa, Beatrice, es una autora exitosa, desdeñosa de la falta de ambición de su esposo.
Cairo tiene que escribir un ensayo de admisión a la Universidad Yale, cuyo tema es; «mi mayor logro hasta la fecha», pero no encuentra nada digno de interés; Winnie, su mejor amiga, le sugiere que experimente la emoción de seducir a Miller, tal como ella pretende hacer con el profesor de física, y entrenador del equipo de béisbol de la escuela, Boris Fillmore, quien a su vez es el mejor amigo de Miller. 
Cairo y Miller comienzan a pasar más tiempo juntos fuera de clase, compartiendo intereses comunes acerca de novelas, poemas y el gótico sureño. Miller le asigna a Cairo escribir un cuento en el estilo de su escritor favorito y ella elige a Henry Miller; a pesar de cuestionar esta opción, por el estilo provocativo del autor, Miller finalmente aprueba la tarea.
En una circunstancia confusa, Miller toma accidentalmente el teléfono celular de Cairo, de inmediato se comunica con ella, quien le pide que se lo devuelva personalmente en su casa. Miller llega a la mansión y Cairo lo recibe con un vestido provocativo y lo besa bajo la lluvia. Más tarde, inspirada por el hecho, ella escribe un cuento erótico sobre una relación sexual entre un maestro y su estudiante. Luego se lo envía por correo electrónico a su profesor quien se excita al leerlo. Miller, no obstante, le informa que el relato es inaceptable académicamente y le exige reescribrirlo, Cairo, ofendida por lo que considera una hipocresía, envía la historia a la subdirectora de la escuela, Joyce Manor, dando a entender que hubo una relación inapropiada entre ella y su docente. 
Manor interroga a Cairo y Miller por separado sobre su relación; a pesar de afirmar que no ha ocurrido nada entre ellos, Miller debe asumir toda la responsabilidad, lo que resulta en su suspensión. Esto provoca una ruptura en su amistad con Fillmore, quien lo culpa por no conocer sus límites como maestro. Una discusión con Beatrice sobre lo sucedido también impulsa a Miller a desahogar su ira reprimida contra su esposa y señalar la naturaleza tóxica de su matrimonio.
Al darse cuenta de lo que las acciones de Cairo le han hecho a Miller, Winnie le pide que retire los cargos contra él, pero Cairo se niega y dice que la caída de Miller es su «mayor logro hasta la fecha». Escribe sus experiencias en su ensayo de admisión en el mismo estilo que su profesor.
Miller, por su parte, después de haber quedado implicado, se siente inspirado por primera vez en años y decide escribir un nuevo libro.

## Reparto
- Martin Freeman como Jonathan Miller
- Jenna Ortega como Cairo Sweet
- Dagmara Domińczyk como Beatrice June Harker
- Gideon Adlon
- Bashir Salahuddin
- Christine Adams

## Producción
En diciembre de 2016, el guion de Jade Halley Bartlett para Miller's Girl fue adquirido por la compañía Point Gray Pictures de Seth Rogen e incluido en la Lista Negra de Hollywood de guiones no producidos.
A mediados de septiembre de 2022, se informó que Lionsgate Films había adquirido los derechos de distribución de la película. Además, Bartlett dirigiría su guion y Martin Freeman y Jenna Ortega serían los protagonistas. Una semana después, se anunció que Gideon Adlon, Bashir Salahuddin, Dagmara Domińczyk y Christine Adams se habían unido al elenco de la película. Ese mismo mes tuvo lugar la fotografía principal en Cartersville, Georgia.

## Estreno
La película se estrenó en el Festival Internacional de Cine de Palm Springs el 11 de enero de 2024, seguida de un estreno en cines por parte de Lionsgate el 26 de enero de 2024.

## Críticas
El sitio web de reseñas Rotten Tomatoes indica 29 críticas positivas sobre un total de 58, lo que promedia una clasificación de 5/10.